# Kende Júlia (filmvágó)
Kende Júlia (Budapest, 1951. július 19.) Balázs Béla-díjas (1998) filmvágó.

## Életpályája
Szülei: Kende István és Márta. 1969–1974 között a Magyar Televízió drámai főosztályán vágóasszisztensként dolgozott. 1971–1974 között a Színház- és Filmművészeti Főiskola hallgatója volt filmvágó szakon. 1974–2000 között vágó volt, 2001 óta szabadúszó.
Játékfilmeket, riport- és dokumentumfilmeket, kulturális műsorokat, sorozatokat vág, digitális technikával dolgozik. Saját hangstúdiójában hangvágó, játékfilmes hangutómunkával is foglalkozik.

## Magánélete
1971-ben házasságot kötött Rozgonyi Gáborral. Három gyermekük született; Zsófia (1973), Judit (1974) és Balázs (1982).

## Filmjei
| - Köznapi legenda (1976) - Gabi (1976) - Nyina naplója (1977) - Zokogó majom I-V. (1978) - Aki mer, az nyer (1978) - IV. Henrik király (1980) - A Mi Ügyünk, avagy az utolsó hazai maffia hiteles története I-II. (1980) - Hínár (1981) - Védtelen utazók (1981) - Társkeresés No. 1463 (1981) - Villanyvonat (1984) - Linda I-VII. (1983-2000) - Eszmélet (1989) - Fagylalt tölcsér nélkül (1989) - Birtokos eset (1989) - A Biblia (1990) - Angyalbőrben I-VI. (1990-1991) - Kutyakomédiák (1992) - Rizikó (1993) - Kisváros (1993-2001) - Kis Romulusz (1994) - Változó felhőzet (1994) - Karácsonyi varázslat (2000) - Millenniumi mesék (2000) - Mikor síel az oroszlán? (2001) - A szivárvány harcosa (2001) - Vadkörték - A tihanyi kincsvadászat (2002) - A négyes pálya (2003) - Tollas (2004) - Egy rém rendes család Budapesten (2006) | - Mamiblu (1986) - Ördög vigye (1992) - Bukfenc (1993) - Pá Drágám (1994) - Irány Kalifornia! (1997) - Házikoszt (1997) - Mikor szolgának telik esztendeje (2002) - Pejkó (2003) - Életke I-II. (2003) - Mint a méhecskék (2004) - Csálé nekrológ (2004) |